# Mömin Rizo
Möminjon Qochqorov Hakimjonovich (Uzbekistán, Ferganá; 5 de noviembre de 1983), conocido como Mömin Rizo, es un actor, y productor de cine de origen uzbeko. La cantante fue galardonada con el Premio Estatal Orden de Shon Sharaf en 2018.
Mömin Rizo también ha logrado un gran éxito en la actuación. Mömin Rizo recibió amplio reconocimiento y aclamación en Uzbekistán después de protagonizar el drama uzbeko de 2005 "Super Kamanda" (Súper Comando). Desde entonces, ha protagonizado muchas películas de comedia uzbekas. En particular, las películas "Bahor oylarida", que se proyectaron en las pantallas gigantes en 2017, y "Khuda Haafiz" le dieron gran fama a la actriz.

## Vida y carrera
Mömin Rizo nació el 5 de noviembre de 1983 en la región de Ferganá, en el seno de una familia de intelectuales. Después de graduarse de la escuela secundaria, Mömin Rizo estudió en la Facultad de Derecho y Aduanas de la Universidad Internacional Kyrgyz-Uzbek en 2001–2006.
El actor se casó en 2009, tiene 3 hijos. Comenzó su carrera como actor en 2009 con su papel en la película "Super Kamanda". Aunque esta película fue el primer papel de Mömin Rizo, recibió buenas calificaciones. La película "Super Kamanda" cuenta la historia de un niño feo cuyo padre lo abandonó. Después de eso, protagonizó varias películas. En 2019 protagonizó la película "Egizak oshiqlar", producida por Ruslan Mirzayev. La película se rodó en Estambul, Turquía, y Mömin Rizo interpretó uno de los papeles principales de la película. Luego interpretó el papel principal en la serie "Ishq o'yinlari" (Juegos de amor), filmada por cineastas turcos y uzbekos de 2020 a 2021. En 2020 protagonizó la película "Khuda Haafiz" coproducida por India y Uzbekistán.  Luego interpretó el papel principal en la serie "Yur Muhabbat" (Vamos amor), filmada por cineastas turcos y uzbekos de 2022.

## Vida privada
Mömin Rizo está casado, tiene 5 hijos, es decir, 4 hijas y un hijo. Su esposa Ziyoda Normuradova también es actriz.

## Filmografía
A continuación se muestra una lista ordenada cronológicamente de películas en las que ha aparecido Mömin Rizo.
| Año  | Película            | Role  | Árbitra |
| ---- | ------------------- | ----- | ------- |
| 2005 | Super Kamanda       | Xasan |         |
| 2017 | Bahor oylarida      |       |         |
| 2017 | Zuhroxonni sinfi    |       | [ 12 ]  |
| 2017 | Menga qorbobo kerak |       | [ 13 ]  |
| 2018 | Egizak oshiqlar     |       | [ 14 ]  |
| 2018 | Dilozorom           |       | [ 15 ]  |
| 2018 | Merosxór            |       |         |
| 2018 | Ota Rozi            |       | [ 16 ]  |
| 2018 | Dilozorim           |       |         |
| 2019 | Sniper              |       |         |
| 2019 | Qotillar óyni       |       |         |
| 2020 | Khuda Haafiz        |       | [ 17 ]  |
| 2021 | Sevgim, sevgilim    |       |         |

### Série
| Año  | Película       | Árbitra |
| ---- | -------------- | ------- |
| 2017 | Asira          |         |
| 2019 | Baht qushi     | [ 18 ]  |
| 2019 | Rizo           | [ 19 ]  |
| 2020 | Bokira         | [ 20 ]  |
| 2020 | Yuraklar jangi | [ 21 ]  |
| 2022 | Yur Muhabbat   | [ 22 ]  |

## Premios
- En 2017 recibió el premio "Mejor actor joven del año" en Uzbekistán.
- En 2019 se convirtió en la ganadora de M & TVA.